# سيرفير
سيرفير هي بلدية في مقاطعة كونية في إقليم بيمنتة الإيطالية تقع على بعد نحو 50 كيلومتر جنوب تورينو ونحو 35 كيلومتر شمال شرق كونية. وهي معروفة عالميًا بإنتاج نوع مشهور من الكراث يسمى بورو (بالإيطالية: porro)‏. تقع سيرفير على حدود البلديات التالية: شيراسكو وفوسانو ومارين وسالمور وسافيليانو.